# نئوپلاسم
نئوپلاسم (به انگلیسی: Neoplasm) یا نورویش یا تودینه نوعی رشد غیر طبیعی و بیش از حد بافت است. رشد نئوپلاسم با بافت‌های اطرافش تناسب ندارد. در بیشتر مواقع این رشد غیر طبیعی باعث ایجاد یک توده می‌شود، که به آن تومور گفته می‌شود.
هم‌چنین سلول‌های یک نئوپلاسم زمانی که باید بمیرند، نمی‌میرند.
نئوپلاسم از دو بخش «نئو» به معنی «جدید» و «پلاسم» به معنی «رشد» یا «رشد یافته» تشکیل شده است.
به فرایند ایجاد نئوپلاسم، «نئوپلازی» گفته می‌شود.
نسخه دهم طبقه بندی بین‌المللی بیماری‌ها (ICD-10) نئوپلاسم را به چهار گروه اصلی تقسیم می‌کند: خوش‌خیم (benign)، درجا (insitu)، بدخیم (malignant) و نئوپلاسم با رفتار نامعلوم. به نئوپلاسم‌های بدخیم، «سرطان» می‌گوییم که موضوع رشته سرطان‌شناسی (انکولوژی) است.
در نئوپلاسم پس از قطع عامل محرکی که سبب ایجاد این تغییر شده است، رشد و تقسیم سلولی غیر طبیعی ادامه می‌یابد (مانند قطع سیگار پس از ابتلا به سرطان ریه). 
معمولاً قبل از بروز نئوپلازی در بدن ابتدا در سلول‌ها الگوی رشد غیرعادی مانند دیسپلازی یا متاپلازی رخ می‌دهد.

## انواع
نئوپلاسم می‌تواند خوش‌خیم، بالقوه بدخیم یا بدخیم (سرطان) باشد.
- نئوپلاسم خوش‌خیم مانند فیبروئید رحم، استخوان‌رست و ملانوسیتیک نوی (خال‌های پوستی). این نوع تومورها در نقاطی از بدن محدود هستند و جابجایی و متاستاز نداشته و منجر به سرطان نمی‌شوند.
- نئوپلاسم بالقوه بدخیم مانند کارسینوم درجا. سلول‌ها حالت تهاجمی نداشته و معمولاً به نقاط دیگر گسترش نمی‌یابند، اما قابلیت تبدیل شدن به سرطان را به مرور زمان دارد.
- نئوپلاسم بدخیم با نام سرطان شناخته شده و حالتی پیش رونده دارد. احتمال متاستاز بالاست و بافت‌های اطراف آلوده می‌شوند و در صورت عدم درمان معمولاً کشنده است، مانند سرطان ریه و سرطان کبد.[۸]
- نئوپلاسم ثانویه

## دلایل ایجاد نئوپلاسم
مشکلات ژنتیکی و اپی ژنتیکی، جهش‌ها و آسیب دی‌ان‌ای می‌توانند منجر به تکثیر بی‌رویه، غیرعادی و کنترل نشدهٔ سلول‌ها و بافت‌ها و بروز نئوپلاسم شوند، اما در برخی تومورها مانند کیست سباسه دلیل ایجاد تومور تکثیر غیرعادی سلول‌ها نیست. کیست‌های پستان که معمولاً در هنگام بارداری نمایان می‌شوند نیز مثال دیگری از این موارد می‌باشد. در برخی از موارد نادر با وجود متاستاز و گسترش سرطان در بدن، منشأ اولیهٔ سرطان مشخص نیست. این گونه از سرطان‌ها سرطان با منشأ نامعلوم نام دارند. نئوپلاسم‌ها همواره موجب ایجاد تومور نشده و در مواردی همچون سرطان خون و کارسینوم درجا نئوپلاسم وجود دارد و منجر به سرطان می‌شود، اما تومور تشکیل نمی‌شود.